# Giselle Durcal
Giselle Durcal o Gisel Durcal fue una actriz y vedette argentina.

## Carrera
Pelirroja de un cuerpo escultural brilló como segunda vedette en numerosos espectáculos revisteriles. Comenzó profesionalmente a fines de la década de 1970.
En cine trabajó en tres películas del dúo cómico Alberto Olmedo - Jorge Porcel, dirigidas por Hugo Sofovich, como Expertos en pinchazos, A los cirujanos se les va la mano y Así no hay cama que aguante. Se despidió en 1981, con Abierto día y noche, con Juan Carlos Calabró, y dirigido por Fernando Ayala.

## Filmografía
- 1981: Abierto día y noche.
- 1980: Así no hay cama que aguante.
- 1980: A los cirujanos se les va la mano
- 1979: Expertos en pinchazos.
- 1979: Custodio de señoras.

## Teatro
- Zulma en el Tabarís (1978) junto a Zulma Faiad, Alfredo Barbieri, Camila Perissé, Daniel Guerrero, Los Blue Jeans, Osvaldo Pacheco, Carlos Scazziotta y Jorge Troiani.